# Caucasia (ort)
Caucasia är en ort i Colombia.   Den ligger i departementet Antioquía, i den norra delen av landet, 400 km norr om huvudstaden Bogotá. Caucasia ligger 50 meter över havet och antalet invånare är 58 034.
Terrängen runt Caucasia är platt. Runt Caucasia är det ganska glesbefolkat, med 47 invånare per kvadratkilometer. Det finns inga andra samhällen i närheten. Omgivningarna runt Caucasia är en mosaik av jordbruksmark och naturlig växtlighet.